# Fran Kirby
Pour les articles homonymes, voir Kirby.
Francesca Kirby, connue sous le nom de Fran Kirby, est une footballeuse internationale anglaise née le 29 juin 1993 à Reading. Elle joue au poste d'attaquante avec le Brighton & Hove Albion et l'équipe d'Angleterre féminine.

## Carrière
Kirby participe à la Coupe du monde féminine 2015 avec l'équipe d'd'Angleterre.
Le 8 juillet 2015, elle rejoint Chelsea.
Le 8 octobre 2018, la joueuse est nommée parmi les quinze prétendantes au premier Ballon d'or féminin (elle se classera 14e).
Le 15 juin 2022, elle est sélectionnée par Sarina Wiegman pour disputer l'Euro 2022.
En mai 2024, elle quitte Chelsea.

## Statistiques
| Saison                | Club                  | Championnat           | Championnat | Championnat | Coupe nationale | Coupe nationale | Coupe de la Ligue | Coupe de la Ligue | Compétition(s) continentale(s) | Compétition(s) continentale(s) | Compétition(s) continentale(s) | Total | Total |
| Saison                | Club                  | Division              | M.          | B.          | M.              | B.              | M.                | B.                | Comp.                          | M.                             | B.                             | M.    | B.    |
| 2015                  | Chelsea LFC           | WSL                   | 5           | 4           | 0               | 0               | 3                 | 3                 | WCL                            | 4                              | 2                              | 12    | 9     |
| 2016                  | Chelsea LFC           | WSL                   | 7           | 5           | 3               | 2               | 0                 | 0                 | -                              | -                              | -                              | 10    | 7     |
| print. 2017           | Chelsea LFC           | WSL                   | 5           | 6           | 0               | 0               | 0                 | 0                 | -                              | -                              | -                              | 5     | 6     |
| 2017-2018             | Chelsea LFC           | WSL                   | 17          | 8           | 3               | 3               | 6                 | 7                 | WCL                            | 8                              | 4                              | 34    | 22    |
| 2018-2019             | Chelsea LFC           | WSL                   | 16          | 9           | 2               | 0               | 5                 | 4                 | WCL                            | 8                              | 5                              | 31    | 18    |
| 2019-2020             | Chelsea LFC           | WSL                   | 4           | 0           | 0               | 0               | 2                 | 0                 | -                              | -                              | -                              | 6     | 0     |
| Sous-total            | Sous-total            | Sous-total            | 54          | 32          | 8               | 5               | 16                | 14                | -                              | 20                             | 11                             | 98    | 62    |
| Total sur la carrière | Total sur la carrière | Total sur la carrière | 54          | 32          | 8               | 5               | 16                | 14                | -                              | 20                             | 11                             | 98    | 62    |

## Palmarès

### En club
Chelsea Ladies
- Championne d'Angleterre en 2015, 2017, 2018, 2021, 2023 et 2024
- Vainqueur de la Coupe d'Angleterre en 2015, 2018 et 2021
- Finaliste de la Coupe d'Angleterre en 2016

### Sélection
Équipe d'Angleterre
- Vainqueur du Championnat d'Europe : 2022

### Distinction personnelle
- Nommée joueuse de l'an 2018